# Syrphoctonus strigator
Syrphoctonus strigator är en stekelart som först beskrevs av Fabricius 1793.  Syrphoctonus strigator ingår i släktet Syrphoctonus och familjen brokparasitsteklar. Arten är reproducerande i Sverige. Inga underarter finns listade i Catalogue of Life.